# FK Dnipro

Älteres Logo aus der sowjetischen Zeit

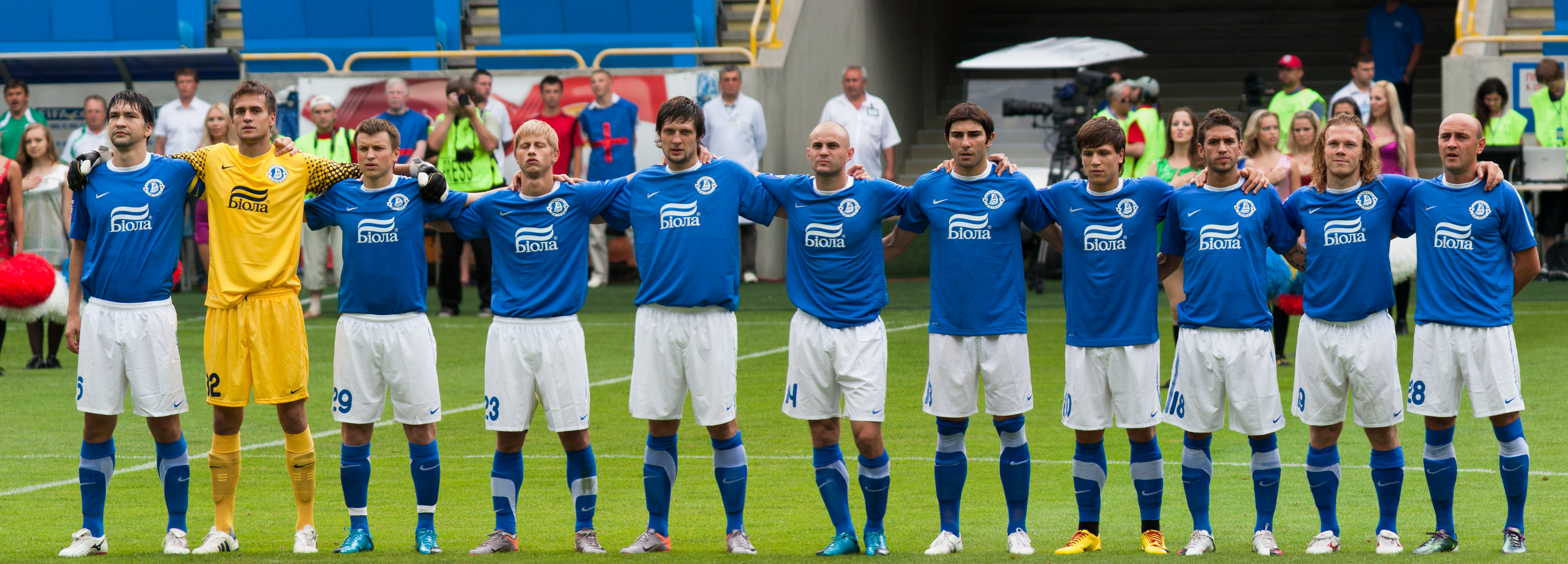
Die Mannschaft von 2010

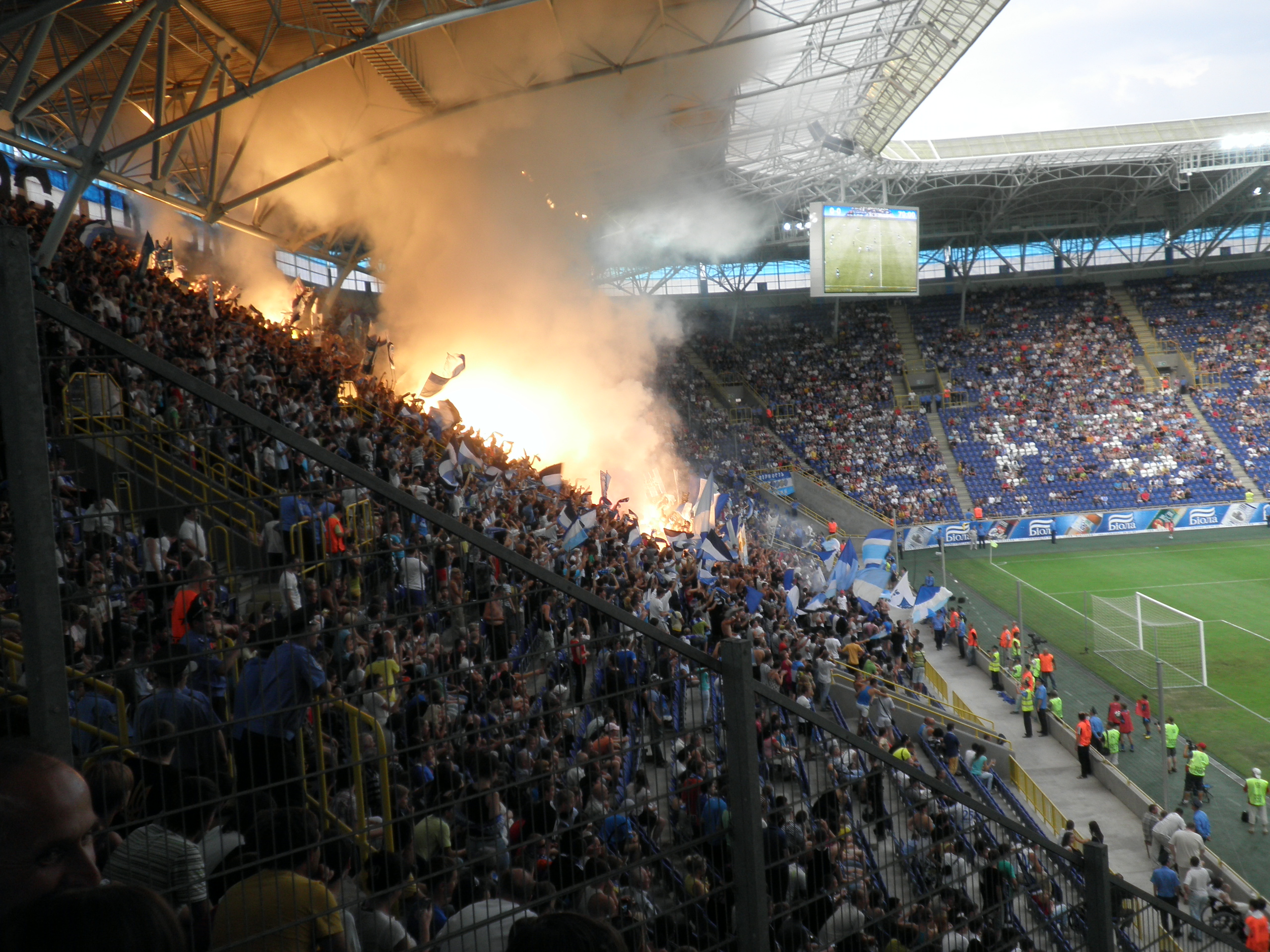
Fans auf der Südtribüne

Der FK Dnipro (ukrainisch ФК Дніпро; UEFA-Transkription FC Dnipro; russisch ФК Дне́пр, FK Dnepr) war ein ukrainischer Fußballverein aus der Stadt Dnipro. Da der Name der Stadt bis 2016 Dnipropetrowsk lautete, war der Verein im deutschsprachigen Raum als Dnipro Dnipropetrowsk bekannt.
Zu den Zeiten der Sowjetunion war Dnipro neben Dynamo Kiew und Schachtar Donezk eine der erfolgreichsten Mannschaften der Ukrainischen SSR und konnte in den 1980er Jahren einmal den Pokal der UdSSR und zweimal die Meisterschaft der UdSSR gewinnen.

## Geschichte

### Sowjetunion
Der Verein wurde 1918 als Werkmannschaft der Petrowski-Stahlwerke gegründet, 1936 nahm die Mannschaft erstmals an einer unterklassigen UdSSR-weiten Liga unter dem Namen Stal (= Stahl) teil, 1946 wurde die Mannschaft in Metalurg umbenannt und behielt diesen Namen bis 1961, als sie an die Jugmasch-Werke abgegeben wurde und diesen Namen erhielt. 1968/69 wurde die Mannschaft erneut abgegeben, sie erhielt den Namen Dnepr nach dem Markennamen eines ukrainischen Motorrads und einen jungen, neuen Trainer Walerij Lobanowskyj, der bei Dnepr erste Erfahrungen sammelte, bevor er nach 1974 bei Dynamo Kiew zu einem der erfolgreichsten Trainer der Welt wurde. 1971 gelang Dnepr der erstmalige Aufstieg in die höchste sowjetische Liga. Seitdem blieb der Verein, mit Ausnahme eines zweijährigen Zweitligazwischenspiels 1978–1980, erstklassig. Nach dem zweiten Aufstieg entwickelte sich Dnepr in den 1980er-Jahren zu einer der besten Mannschaften der UdSSR, die regelmäßig um die Meisterschaft mitspielte. Dem damaligen Team gelang 1983 und 1988 der Gewinn der sowjetischen Meisterschaft, 1988 feierte man auch den sowjetischen Pokalsieg. 1987 und 1989 wurde Dnepr Vizemeister.
Zur damaligen Mannschaft von Dnepr gehörten Stars wie Oleh Protassow, Hennadij Lytowtschenko oder Wolodymyr Ljutyj. Zahlreiche Talente stammten dabei aus der eigenen Jugend.
Dnepr war fünf Mal bester Fußballverein der Teilrepublik Ukraine. Gemessen an der Anzahl der Titel war der Club sogar der zweiterfolgreichste ukrainische Verein überhaupt, nach Dynamo Kiew. Während des Bestehens der Sowjetunion war der Club hauptsächlich unter dem russischen Namen bekannt, Dnepr Dnepropetrowsk (auch in der Schreibweise Dnjepr Dnjepropetrowsk). Nach der ewigen Tabelle der sowjetischen Liga liegt Dnjepr unter allen ukrainischen Mannschaften, die je an der sowjetischen Liga teilnahmen, auf Platz 4, insgesamt auf Platz 17.

### Ukraine
Mit dem Zusammenbruch der Sowjetunion spielte der Club nun in der neugegründeten ersten ukrainischen Liga. International und auf Klubsymbolen, darunter auch von FIFA und UEFA, wurde seitdem die ukrainische Bezeichnung des Klubs verwendet, Dnipro Dnipropetrowsk.
Nach der Unabhängigkeit der Ukraine konnte Dnipro zwar keinen Titel mehr gewinnen, erreichte aber dreimal das Pokalendspiel und landete sechsmal unter den ersten drei der ukrainischen Meisterschaft. Dnipro Dnipropetrowsk gehört zu den vier Mannschaften, neben Dynamo Kiew, Schachtar Donezk und Tawrija Simferopol, die noch nie aus der Premjer-Liha abgestiegen sind. Hauptsponsor des Vereins ist seit vielen Jahren die Privat-Gruppe, eine einflussreiche Firmengruppe mit Sitz in Dnipro. Bekannteste Spieler des Vereins sind Andrij Russol, der das erste Tor der Ukraine bei einer Fußball-Weltmeisterschaft erzielte bzw. die ukrainischen Fußballer des Jahres Oleh Wenhlinskyj (2003) und Jewhen Konopljanka (2010 und 2012).
Mehrmals hatte Dnipro an den europäischen Wettbewerben teilgenommen, davon zweimal an dem Europapokal der Landesmeister (1985, 1990); dabei erreichte der Verein jeweils das Viertelfinale. In der UEFA Europa League 2011/12 scheiterte Dnipro in der Play-off-Runde am englischen Vertreter FC Fulham. Besser verlief es für den ukrainischen Vertreter in der Europa League Saison 2012/13. Dort erreichte die Mannschaft nicht nur die Gruppenphase, sondern wurde mit fünf Siegen und einer Niederlage gegen den SSC Neapel, die PSV Eindhoven und AIK Solna Gruppensieger. In der Zwischenrunde schied Dnipro nach einer 0:2-Auswärtsniederlage und einem 1:1 zuhause gegen den Schweizer Vertreter FC Basel aus. Nach dem Erfolg in der Playoff-Runde erreichte Dnipro Ende August 2013 die Gruppenphase der Europa League 2013/14. Sie belegten in ihrer Gruppe den zweiten Platz und qualifizierten sich für die K.O.-Runde, in der sie gegen Tottenham Hotspur ausschieden.

### Finaleinzug in der Europa League 2015
In der Europa-League-Saison 2014/15 erreichte Dnipro hinter Inter Mailand sowie vor FK Qarabağ Ağdam und AS Saint-Étienne erneut den zweiten Platz in der Gruppenphase und qualifizierte sich für die Zwischenrunde, in der sie Olympiakos Piräus besiegten. In der Folge setzten sie sich gegen Ajax Amsterdam, den FC Brügge und den SSC Neapel durch. Sie erreichten als erst zweite ukrainische Mannschaft das Endspiel, wo sie gegen den Titelverteidiger FC Sevilla mit 2:3 verloren. Dieser 2. Platz ist als bisher größter Erfolg auf europäischer Ebene zu werten. Überschattet wurde das Endspiel durch den Zusammenbruch des Spielers Matheus.
Sämtliche Heimspiele fanden aufgrund des Kriegs in der Ostukraine aus Sicherheitsgründen im Olympiastadion in Kiew statt. Ihr Spielstil auf dem Weg in das Finale war durch eine defensiv ausgerichtete Taktik geprägt. Bis zum Finale ließ Dnipro lediglich elf Tore in 16 Spielen zu, erzielte aber auch nur 15. Dazu begingen sie mehr Fouls und erhielten mehr gelbe Karten als alle anderen an der Europa League teilnehmenden Mannschaften.

### Abstieg bis Auflösung
Ab der Saison 2016/17 musste Dnipro, aufgrund von nicht bezahlten Schulden, mehrere Male zwangsabsteigen. Nachdem der Verein in der Saison 2018/19 in der Amateur-Liga mit −3 Punkten und zum größten Teil mit U18-Spielern starten musste, stellte er zur Saison 2019/20 den Spielbetrieb ein.
Als inoffizieller Nachfolger gilt der zum Zeitpunkt des Niedergangs des FK Dnipro neu gegründete SK Dnipro-1, der ebenfalls in der Dnipro-Arena spielt und durch den Milliardär Ihor Kolomojskyj unterstützt werden soll, der in der Vergangenheit bereits Präsident des FK Dnipro gewesen ist. Von den meisten Anhängern des FK Dnipro wird dieser Verein jedoch nicht als legitimer Nachfolger angesehen.

## Stadion
Der FK Dnipro trug seine Heimspiele in der Dnipro-Arena aus, die am 14. September 2008 nach einer dreijährigen Bauzeit eröffnet wurde und eine Kapazität von 31.003 Zuschauerplätzen aufweist. Errichtet hat das Stadion der deutsche Baukonzern Hochtief.

## Vereinswappen
Das Logo des Vereins stellte ein warägisches Drachenboot dar.

## Erfolge

### National
- Meisterschaft:
  - Sowjetischer Meister: 1983, 1988
  - Ukrainischer Vizemeister: 1993, 2014

- Pokalwettbewerb:
  - Sowjetischer Superpokalsieger: 1988
  - Sowjetischer Pokalsieger: 1989
  - Ukrainischer Pokalfinalist: 1995, 1997, 2004

### International
- Viertelfinalist im Europapokal der Landesmeister: 1985, 1990
- Finalist der UEFA Europa League 2014/15

## Bekannte Spieler
| Ukraine und ehemalige UdSSR - Rewas Barabadse - Jewgeni Jarowenko - Eduard Son - Linas Klimavičius - Alexandru Popovici - Rolan Gussew - Andrij Biba - Anatolij Demjanenko\| - Juri Gawrilow - Wadym Jewtuschenko - Alexej Kurilenko - Anatolij Kuzew - Igor Ledjachow - Wolodymyr Ljutyj - Hennadij Lytowtschenko - Peter Neustädter - Oleh Protassow - Jewhen Schachow | - Oleksandr Alijew - Oleksij Bjelik - Wolodymyr Jeserskyj - Maxym Kalynytschenko - Oleksandr Schowkowskyj - Jewhen Konopljanka - Jurij Maximow - Serhij Nasarenko - Serhij Perchun - Oleksandr Radtschenko - Andrij Russol - Oleh Schelajew - Jewhen Selesnjow - Viktor Skripnik - Andrij Worobej - Vitaliy Denisov | Europa - Georgi Peew - Andreas Sassen - Ivan Strinić - Ionuț Mazilu - Mario Holek Südamerika - Alcides - Émerson - Giuliano Amerika - Nelson Rivas - Nery Castillo Afrika - Igor Lolo - Derek Boateng - Samuel Inkoom |

## Bekannte Trainer
- Walerij Lobanowskyj (1969–1973)
- Andrij Biba (1977–1978)
- József Szabó (1978–1980)
- Wladimir Jemez (1981–1986)
- Jewhen Kutscherewskyj (1987–1992)
- Bernd Stange (1995–1996)
- Jewhen Kutscherewskyj (2001–2005)
- Oleh Protassow (2006–2008)
- Wolodymyr Bessonow (2008–2010)
- Juande Ramos (2010–2014)
- Myron Markewytsch (2014–2016)
- Dmytro Mychajlenko (2016)